# Kick III
Kick III (estilizado como KicK iii) es el sexto álbum de estudio de la productora y cantante venezolana Arca. Aunque el lanzamiento estaba programado para el 3 de diciembre de 2021, se publicó anticipadamente el 1 de diciembre de 2021 a través de XL Recordings. Este álbum continúa la línea de su disco de 2020, Kick I, y es la tercera entrega del quinteto Kick. Los álbumes Kick II, Kick III, Kick IIII y Kick IIIII fueron lanzados en la misma semana. Kick III cuenta con los sencillos principales «Incendio» y «Electra Rex». El álbum recibió críticas positivas.

## Antecedentes
Tras el lanzamiento de Kick I, surgió la noticia de que Arca planeaba publicar dos álbumes más de la serie Kick para completar una trilogía. La artista comentó en Pitchfork: «Habrá cuatro volúmenes. El tercero es un poco más introspectivo que Kick I, algo más parecido a mi álbum homónimo, supongo. El cuarto será solo de piano, sin voces. En este momento, el tercero es el menos definido, curiosamente. Todo está en gestación en este momento […] Cada Kick existe en una especie de estado cuántico hasta el día en que lo envío a masterización. Trato de no comprometerme hasta que sea necesario. Pero tengo una visión para él. El segundo está lleno de ritmos de fondo, manipulación vocal, manía y locura».
Al año siguiente, Arca lanzó su EP Madre y participó en Dawn of Chromatica, un álbum de remezclas de Lady Gaga, donde remezcló la colaboración con Ariana Grande, «Rain on Me». Al hablar sobre la canción en redes sociales, Arca dijo: «También es la última vez que deconstruyo juguetonamente mis canciones ‘Time’ y ‘Mequetrefe’, mientras decimos adiós a la era de Kick I y pasamos a la era de Kick II y más allá». El 27 de septiembre, el productor lanzó el sencillo «Incendio», que recibió aclamación crítica. Kick III fue anunciado el 9 de noviembre, junto con el lanzamiento del sencillo «Electra Rex». Se iba a lanzar el mismo día que Kick II. Para ese momento, la descripción del álbum por parte de Arca había cambiado significativamente, describiéndolo como «un portal directamente a las paletas sonoras más maníacas, violentamente eufóricas y agresivamente psicodélicas de la serie» y «la entrega más incendiaria del universo Kick». Con el anuncio de Kick IIII, Arca confirmó que el perfil sonoro de Kick III se centraría «más en la música de club pesada».
El álbum se lanzó anticipadamente el 1 de diciembre de 2021, un día después del lanzamiento de Kick II. La portada fue fotografiada por Frederik Heyman.

## Composición
Kick III es un álbum de club de construido, glitch hop, psicodélico, reguetón, cumbia, dance y ruido electrónico. La apertura, «Bruja», es una pista de ballroom «llena de actitud y energía contagiosa». «Incendio» es una canción de rap industrial que «muestra el diseño sonoro de Ghersi en su forma más inventiva. Los ruidos de vehículos en movimiento reciben tanto espacio como el estrépito percusivo, y el desmadre hace que su entrega vocal cambiante—raps sin aliento, gritos ardientes, risitas infantiles—sea consistentemente sobrecogedora». «Rubberneck» combina IDM y pop operático y contiene «golpes industriales implacables» y «un sentido de caos controlado». «Señorita» es una canción de hip hop con influencias glitch que funciona como el «centro lírico contundente del álbum». «Electra Rex» está «sustentada por un ritmo de trap cavernoso que da paso a percusiones sincopadas y combina las tragedias mitológicas griegas de Electra y Edipo Rex». «Skullqueen» imita a los asistentes a clubes que salen a tomar aire fresco antes de regresar a la oscuridad eufórica de la fiesta glitch hop de Arca. La pista final, «Joya», es una balada que ha sido comparada con el Björk de la era Homogenic y «cierra III con una nota de paz total».

## Recepción de la crítica
En el sitio de agregación de reseñas Metacritic, Kick III recibió «reseñas generalmente favorables» con una puntuación media ponderada de 78 sobre 100, basada en 14 críticas. Red Dziri, de The Line of Best Fit, llamó a Kick III «una de las obras más logradas de [Arca] hasta la fecha». Max Freedman, de The A.V. Club, consideró que «Incendio» es el «pico claro» de todo el quinteto. Safiya Hopfe, de Exclaim!, opinó que «el álbum carece de consistencia narrativa—solo expansiones y destilaciones de sonido que crean una atmósfera tan abrumadora que resulta inescapable». Sin embargo, David Smyth, de Evening Standard, calificó el proyecto de «hiperactivo y nervioso hasta un grado generalmente irritante».
Kick III fue nombrado el segundo mejor álbum de 2021 por The Atlantic y fue nominado a «Mejor Álbum Electrónico» en los Libera Awards 2022.

## Lista de canciones
Todos los temas han sido escritos y producidos por Arca, a menos que se indique lo contrario.

| N.º | Título            | Escritor(es)                   | Productor(es)     | Duración |  |
| 1.  | «Bruja» (Witch)   | Alejandra Ghersi, Daniel Benza | Arca, Benza       | 3:50     |  |
| 2.  | «Incendio» (Fire) | Mark Luva                      | Arca, Luva        | 2:44     |  |
| 3.  | «Morbo» (Morbid)  |                                |                   | 2:15     |  |
| 4.  | «Fiera» (Fierce)  |                                |                   | 4:28     |  |
| 5.  | «Skullqueen»      |                                |                   | 2:33     |  |
| 6.  | «Electra Rex»     |                                |                   | 2:08     |  |
| 7.  | «Ripples»         |                                |                   | 2:09     |  |
| 8.  | «Rubberneck»      | Ghersi, Max Tundra             | Arca, Max Tundra  | 2:28     |  |
| 9.  | «Señorita» (Miss) | Ghersi, Machinedrum            | Arca, Machinedrum | 2:21     |  |
| 10. | «My 2»            |                                |                   | 3:15     |  |
| 11. | «Intimate Flesh»  |                                |                   | 3:32     |  |
| 12. | «Joya» (Jewel)    |                                |                   | 3:55     |  |

## Posicionamiento en listas
| Listas (2022)                         | Mejor posición |
| ------------------------------------- | -------------- |
| Reino Unido (Official Charts Company) | 14             |
| Estados Unidos (Billboard)            | 80             |